# Nosopsyllus sarinus
Nosopsyllus sarinus är en loppart som först beskrevs av Jordan et Rothschild 1921.  Nosopsyllus sarinus ingår i släktet Nosopsyllus och familjen fågelloppor.

## Underarter
Arten delas in i följande underarter:
- N. s. sarinus
- N. s. aryanus
- N. s. parthius